# NGC 3122
NGC 3122 (NGC 3518, NGC 3110) je spiralna galaktika u zviježđu Sekstantu. Naknadno je utvrđeno da su NGC 3518 i NGC 3110 iste galaktike.

## Vanjske poveznice
- (eng.) SEDS: NGC 3122
- (eng.) Revidirani Novi opći katalog
- (eng.) Izvangalaktička baza podataka NASA-e i IPAC-a
- (eng.) Astronomska baza podataka SIMBAD
- (eng.) VizieR